# Токуев, Григорий Аркадьевич
Григорий Аркадьевич Токуев (1917—1995) — партизан Великой Отечественной войны, Герой Советского Союза (1944).

## Биография
Родился 23 декабря 1917 года в деревне Поташёвская Верхопаденгской волости Шенкурского уезда Архангельской губернии (ныне — Шенкурский район Архангельской области). Окончил семь классов школы, занимался в аэроклубе. В 1938 году Токуев был призван на службу в Рабоче-крестьянскую Красную Армию. Участвовал в боях советско-финской войны.
С июня 1941 года — на фронтах Великой Отечественной войны. Воевал в составе 214-й воздушно-десантной бригады. В одном из боёв Токуев был контужен, временно лишился зрения и был взят в плен. При перевозке ему удалось бежать с двумя товарищами из эшелона в районе Ковеля. После скитаний по лесам им удалось найти партизан. так Токуев вступил в партизанский отряд А. Т. Михайловского в Копаткевичском районе Полесской области. Начинал воевать обычным партизаном, затем стал подрывником. С июня 1942 года Токуев руководил 2-й партизанской подрывной группой. К весне 1944 года на её боевом счету было 55 пущенных под откос эшелонов, 28 уничтоженных автомашин, 4 танка, 7 тысяч метров линий связи, 680 рельсов, большое количество солдат и офицеров противника. 19 эшелонов было пущено под откос при непосредственном участии Токуева.
Указом Президиума Верховного Совета СССР от 15 августа 1944 года за «образцовое выполнение заданий командования в борьбе против немецких захватчиков в тылу противника и проявленные при этом отвагу и геройство» Григорий Токуев был удостоен высокого звания Героя Советского Союза с вручением ордена Ленина и медали «Золотая Звезда» за номером 4076.
Сам отличный подрывник, Токуев подготовил ещё несколько таких же отличных подрывников-партизан. Один из его учеников, Фёдор Малышев, тоже стал Героем Советского Союза.
После освобождения Белоруссии Токуев работал в спортивных учреждениях, в том числе председателем белорусского общества «Спартак». В 1957 году окончил Минский техникум физической культуры.
Проживал и работал в Минске. Скончался 14 сентября 1995 года, похоронен в Минске.
Был награждён двумя орденами Ленина, орденом Отечественной войны 1-й степени и рядом медалей.